# Girolamo Abos
Girolamo Abos (ur. 16 listopada 1715 w Valletcie, zm. w październiku 1760 w Neapolu) – włoski kompozytor pochodzenia maltańskiego, działał w epoce baroku.

## Życiorys
Abos był synem Hiszpana. W 1729 roku dostał się do Conservatorio dei Poveri di Gesù w Neapolu, gdzie uczył go Gaetano Greco, a potem Francesco Durante. Pierwsza opera Abosa Le due zingare simili została wystawiona w 1742 w Teatro Nuovo w Neapolu.
Pracował w różnych konserwatoriach muzycznych w Neapolu:
- od 1742 roku jako secondo maestro (obok Francesco Feo) w Scuola dei Poveri di Gesù
- od 1743 roku w Conservatorio di Sant'Onofrio a Porta Capuana
- od 1754 roku jako secondo maestro w Conservatorio della Pietà dei Turchini.

W 1756 roku odwiedził Londyn. Po 1759 roku przestał nauczać muzyki i pracował w różnych kościołach w Neapolu.

## Dzieła

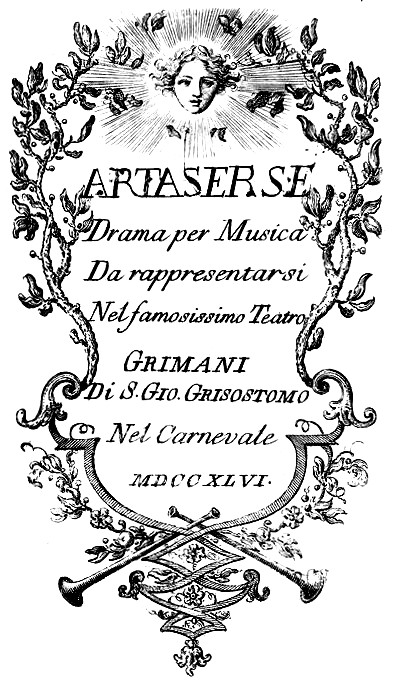
tytułowa strona libretta Artaserse

### Opery
- Le due zingare simili (opera buffa, libretto: Antonio Palomba, 1742, Neapol)
- Le furberie di Spilletto (1744, Florencja)
- La moglie gelosa (1745, Neapol)
- Le due zingare simili (1745, Palermo)
- Adriano (1746, Florencja)
- Artaserse (1746, Wenecja)
- Alessandro nelle Indie (1747, Ankona)
- Pelopida (1747, Rzym)
- Arianna e Teseo (1748, Rzym)
- Andromeda liberata (1750, Wiedeń)
- Erifile (1752, Rzym)
- Medo (1753, Turyn)